# Loudenvielle
Loudenvielle (en occitano Lodenvièla),  es una comuna nueva francesa situada en el departamento de Altos Pirineos, de la región de Occitania.

## Historia
Fue creada el 1 de enero de 2016, en aplicación de una resolución del prefecto de Altos Pirineos de 21 de diciembre de 2015 con la unión de las comunas de Armenteule y Loudenvielle, pasando a estar el ayuntamiento en la antigua comuna de Loudenvielle.

## Demografía
| Gráfica de evolución demográfica de Loudenvielle entre 1800 y 2014 |
|                                                                    |

Los datos entre 1800 y 2014 son el resultado de sumar los parciales de las dos comunas que forman la nueva comuna de Loudenvielle, cuyos datos se han cogido de 1800 a 1999, para las comunas de Armenteule y Loudenvielle de la página francesa EHESS/Cassini. Los demás datos se han cogido de la página del INSEE.

## Composición
| Comuna delegada | Código INSEE | Población (2013) | Superficie (km²) | Densidad (hab./km²) |
| --------------- | ------------ | ---------------- | ---------------- | ------------------- |
| Armenteule      | 65027        | 55               | 0.7              | 79                  |
| Loudenvielle    | 65282        | 284              | 42.65            | 7                   |